# CIELUV

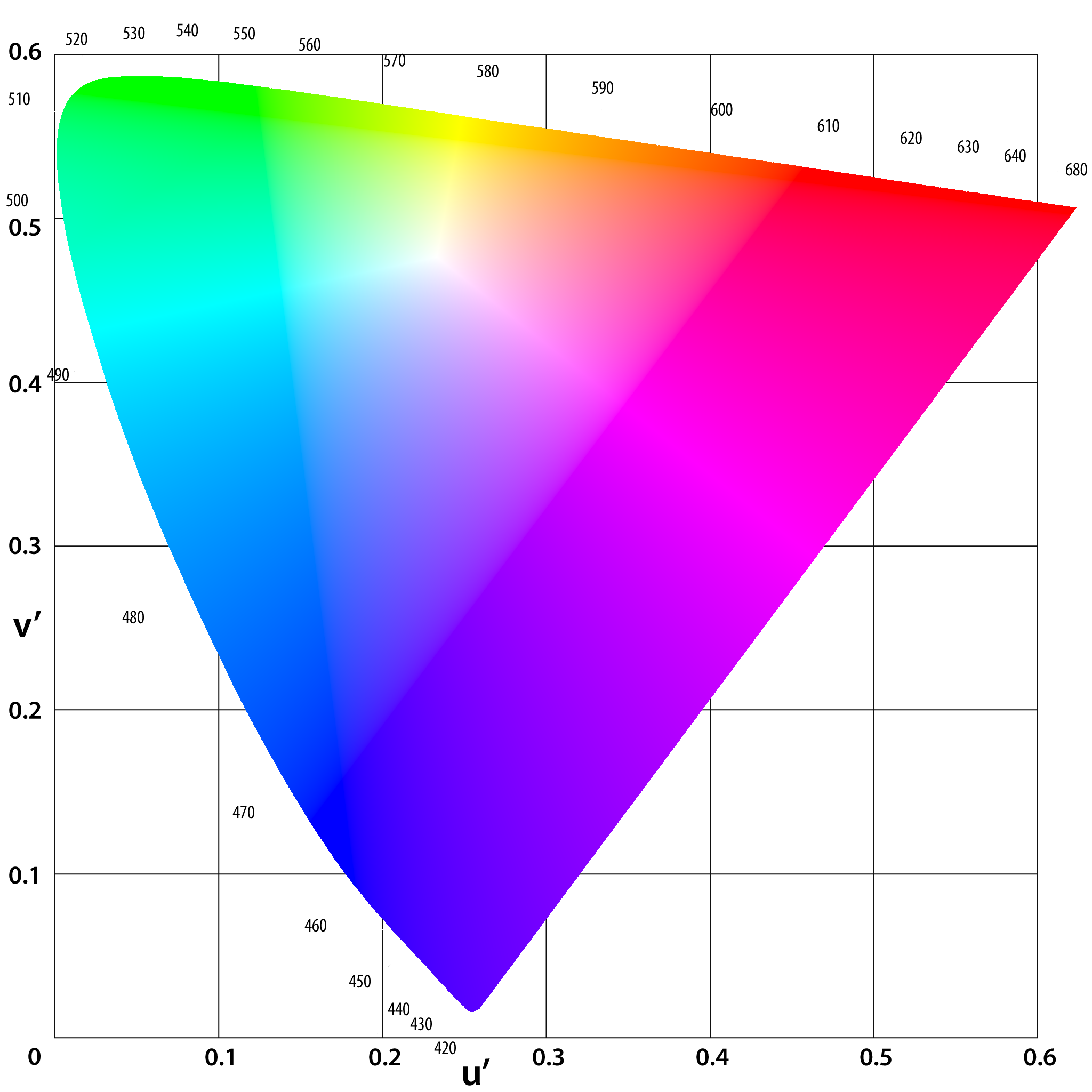
Diagram barw w modelu CIELUV

CIELUV (czasem zapisywane jako CIE 1976 L*u*v*) – jeden z modeli przestrzeni barw, zmierzający do zlinearyzowania percepcji różnic kolorów przez oko ludzkie.
Nazwa modelu utworzona od nazwy Międzynarodowej Komisji do spraw Oświetlenia (fr. Commission Internationale de l’Eclairage – w skrócie CIE, ang. International Commission on Illumination) oraz od przyjętych w jednej z wersji tego modelu współczynników, oznaczanych literami L, u oraz v. Linearyzację przy pomocy modelu CIELUV zaproponowano w roku 1960 i poprawiono w 1976.
Przestrzeń CIELUV ściśle związana jest z przestrzenią CIEXYZ stworzoną w wyniku prac tej samej Komisji.

## Konwersja modelu CIELUV na CIEXYZ
Parametry barwne CIE 1976 L*u*v* otrzymuje się z CIE XYZ przy pomocy następujących równań, wykorzystujących pośrednie parametry {\displaystyle (u',v'){:}}
{\displaystyle L^{*}=116(Y/Y_{n})^{1/3}-16,}
{\displaystyle u^{*}=13L^{*}(u'-u_{n}'),}
{\displaystyle v^{*}=13L^{*}(v'-v_{n}').}
Współczynniki {\displaystyle u_{n}',} {\displaystyle v_{n}'} i {\displaystyle Y_{n}} odnoszą się do poziomu bieli źródła światła. Przyjmuje się, dla typowej geometrii pomiarowej obserwatora 2° i iluminacji C, że wynoszą one:
{\displaystyle u_{n}'=0{,}2009} oraz {\displaystyle v_{n}'=0{,}4610,}
natomiast dla światła białego o temperaturze 6500 K
{\displaystyle Y_{n}=0{,}33100.}
Równania dla {\displaystyle u'} i {\displaystyle v'} podano poniżej:
{\displaystyle u'=4X/(X+15Y+3Z)=4x/(-2x+12y+3),}
{\displaystyle v'=9Y/(X+15Y+3Z)=9y/(-2x+12y+3).}

## Konwersja modelu CIEXYZ na CIELUV
W transformacji odwrotnej, wykorzystuje się zależności {\displaystyle (u',v')} oraz {\displaystyle (x,y)}
{\displaystyle x=27u'/(18u'-48v'+36),}
{\displaystyle y=12v'/(18u'-48v'+36).}
Przejście CIELUV na XYZ opisane jest równaniami:
{\displaystyle u'=u^{*}/(13L^{*})+u_{n},}
{\displaystyle v'=v^{*}/(13L^{*})+v_{n},}
{\displaystyle Y=Y_{n}((L^{*}+16)/116)^{3},}
{\displaystyle X=-9Yu'/((u'-4)v'-u'v'),}
{\displaystyle Z=(9Y-15v'Y-v'X)/3v'.}